# 國道22號 (阿根廷)
國道22號（西班牙語：Ruta Nacional 22），是阿根廷的一條國道，全長685公里。
道路東起布宜諾斯艾利斯省的布蘭卡港（與國道3號交匯），經過內烏肯，至薩帕拉（與國道40號交匯），未來將延伸至與智利接壤的皮諾阿查多山口。